# 6482 Штирія
6482 Штирія (6482 Steiermark) — астероїд головного поясу, відкритий 10 січня 1989 року.
Тіссеранів параметр щодо Юпітера — 3,191.
Названо на честь федеральної землі Штирія (нім. Steiermark, бавар. Steiamårk, словен. Štajerska), що знаходиться на південному сході Австрії.